# گمینا روگووو (شهرستان ژنین)
گمینا روگووو (شهرستان ژنین) (به لهستانی:  Gmina Rogowo) یک گمینا در لهستان است که در شهرستان ژنین واقع شده‌است. گمینا روگووو ۱۷۸٫۵۶ کیلومتر مربع مساحت و ۶٬۸۹۹ نفر جمعیت دارد.